# Lapoblación
Lapoblación é um município da Espanha na província e comunidade foral (autónoma) de Navarra. Tem 20,65 km² de área e em 2021 tinha 126 habitantes (densidade: 6,1 hab./km²).

## Demografia
| Variação demográfica do município entre 1991 e 2004 | Variação demográfica do município entre 1991 e 2004 | Variação demográfica do município entre 1991 e 2004 | Variação demográfica do município entre 1991 e 2004 |
| --------------------------------------------------- | --------------------------------------------------- | --------------------------------------------------- | --------------------------------------------------- |
| 1991                                                | 1996                                                | 2001                                                | 2004                                                |
| 171                                                 | 183                                                 | 192                                                 | 174                                                 |